# Condado de Izard
El condado de Izard (en inglés: Izard County) fundado en 1825 es un condado en el estado estadounidense de Arkansas. En el 2000 el condado tenía una población de 13 249 habitantes en una densidad poblacional de 8.81 personas por km². La sede del condado es Melbourne.

## Geografía
Según la Oficina del Censo, el condado tiene un área total de 1513 km² (584,2 mi²), de la cual 1505 km² (581,1 mi²) es tierra y 8 km² (3,1 mi²) es agua.

### Condados adyacentes
- Condado de Fulton (norte)
- Condado de Sharp (este)
- Condado de Independence (sureste)
- Condado de Stone (suroeste)
- Condado de Baxter (noroeste)

### Ciudades y pueblos
- Calico Rock
- Franklin
- Guion
- Horseshoe Bend
- Melbourne
- Mount Pleasant
- Oxford
- Pineville
- Wiseman

## Mayores autopistas
- Carretera 5
- Carretera 9
- Carretera 56
- Carretera 58
- Carretera 69